# 美国总统初选

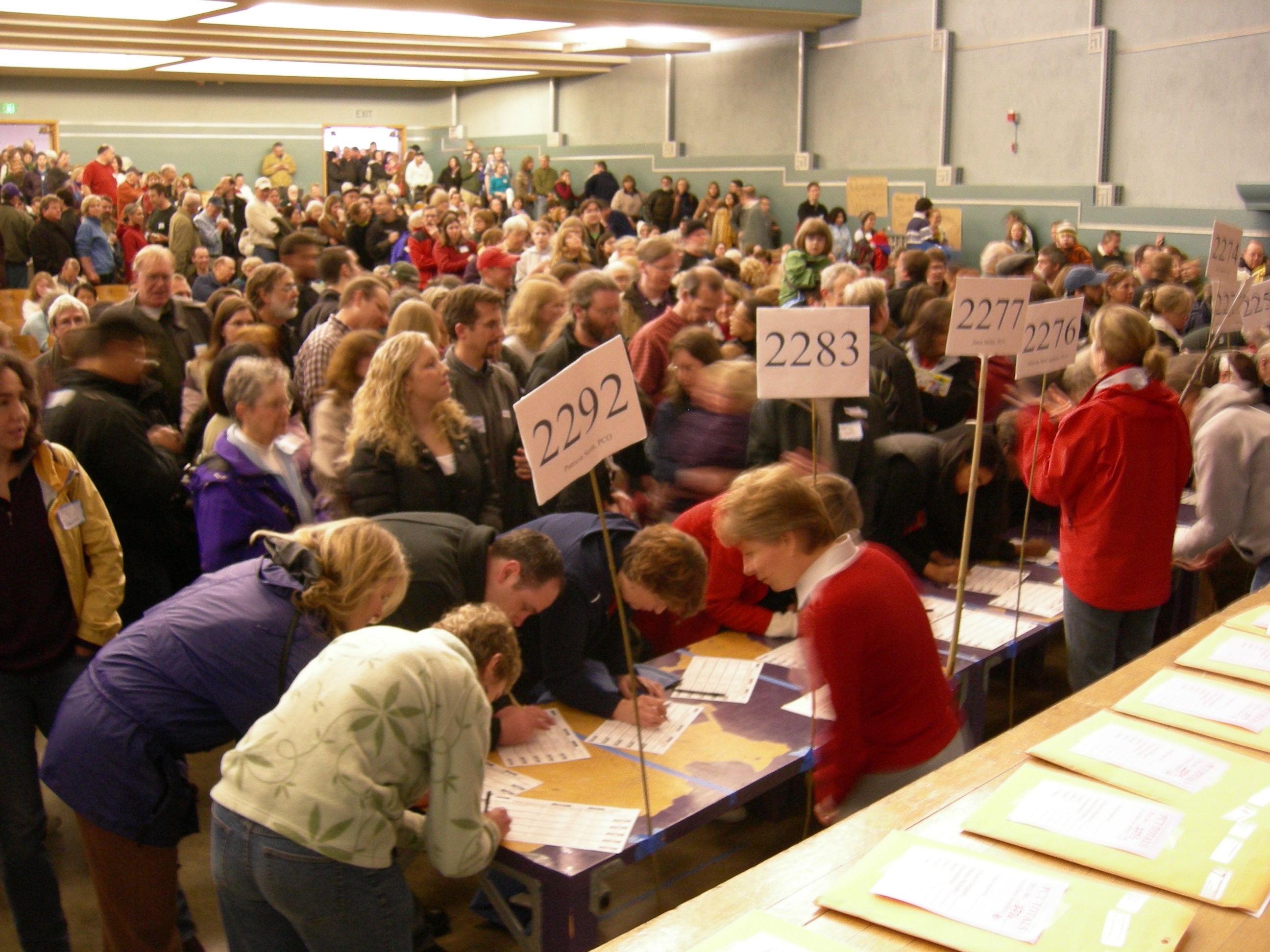
2008年华盛顿州民主党党团会议

美国总统初选是指在美国总统选举的候选人提名过程中，各州及领地举办的一系列初选（primary election）与党团会议（caucus）。

## 歷史
美国宪法对此并没有任何规定，这是各政党自己逐渐发展出来的一套流程。有些州只举办初选，也有些州只举办党团会议，还有些州两者皆有。每个大选年，各州的初选与党团会议并非同时举行，而是会持续数月，通常于一月下旬或二月上旬开始，于六月中旬结束。各州与当地政府会举行初选，而党团会议则是由各政党自己举行的内部会议。一州的初选或党团会议通常为间接选举，选民并非直接决定总统候选人，而是选出代表参加各党提名大会。这些代表则会在大会上选出各党总统候选人。
每个政党各自决定分配给各州的代表名额。除初选与党团会议之外，民主党与共和党的全国代表大会还包括一些自动当选的超级代表，可以根据他们自己的意愿在全国代表大会上投票。